# Faizpur
Faizpur es una ciudad y  municipio situada en el distrito de Jalgaon en el estado de Maharashtra (India). Su población es de 26602 habitantes (2011). 

## Demografía
Según el censo de 2011 la población de Faizpur era de 26602 habitantes, de los cuales 13673 eran hombres y 12929 eran mujeres. Faizpur tiene una tasa media de alfabetización del 85,96%, superior a la media estatal del 82,34%: la alfabetización masculina es del 89,45%, y la alfabetización femenina del 82,28%.